# 王幸男
王 幸男（おう こうだん、ワン シンナン、1941年6月27日 - ）は、中華民国（台湾）の政治家、台湾独立活動家。民主進歩党所属の立法委員を4期務めた。

## 経歴
台南市出身、陸軍軍官学校卒業。
1976年の双十節（10月10日）、米国で独立活動を行う台湾独立建国連盟のメンバーである王はシオン運動の指導者メナヘム・ベギンに倣い、当時の台湾省政府主席である謝東閔らに郵便爆弾を送った。その結果、謝は片腕切断の重傷を負った。翌年に台湾で逮捕された王はこの暗殺未遂事件で終身刑を宣告され、緑島の刑務所に収監中に施明徳と知り合った。1989年の鄭南榕の焼身自殺事件の後、当局に抗議するために獄中でハンガーストライキを行った。1990年5月、李登輝総統の意向により仮釈放され、緑島を最後に離れた犯人の1人となった。1992年に陳唐山の台南県長選挙総幹事、1994年に台南県政府機要秘書にそれぞれ就任した。1998年の第4回立法委員選挙で立法委員に初当選し、第5回、第6回、第7回でも連続当選した。2000年には張学舜、林義雄、徐国勇らと共に立法委員の半数削減を提案した。2006年の「倒扁運動」において、施明徳ら陳水扁反対派と対立した。

## 選挙記録
| 年度 | 選挙              | 選挙区                 | 所属政党   | 得票数    | 得票率 | 当選 | 注釈 |
| ---- | ----------------- | ---------------------- | ---------- | --------- | ------ | ---- | ---- |
| 1998 | 第4回立法委員選挙 | 台南県選挙区           | 民主進歩党 | 38,597    | 7.75%  |      |      |
| 2001 | 第5回立法委員選挙 | 台南市選挙区           | 民主進歩党 | 49,466    | 15.07% |      |      |
| 2004 | 第6回立法委員選挙 | 台南市選挙区           | 民主進歩党 | 33,833    | 10.68% |      |      |
| 2008 | 第7回立法委員選挙 | 不分区および海外華僑枠 | 民主進歩党 | 3,610,106 | 36.91% |      |      |